# Tweede Kamerverkiezingen 2010/Kandidatenlijst/Piratenpartij

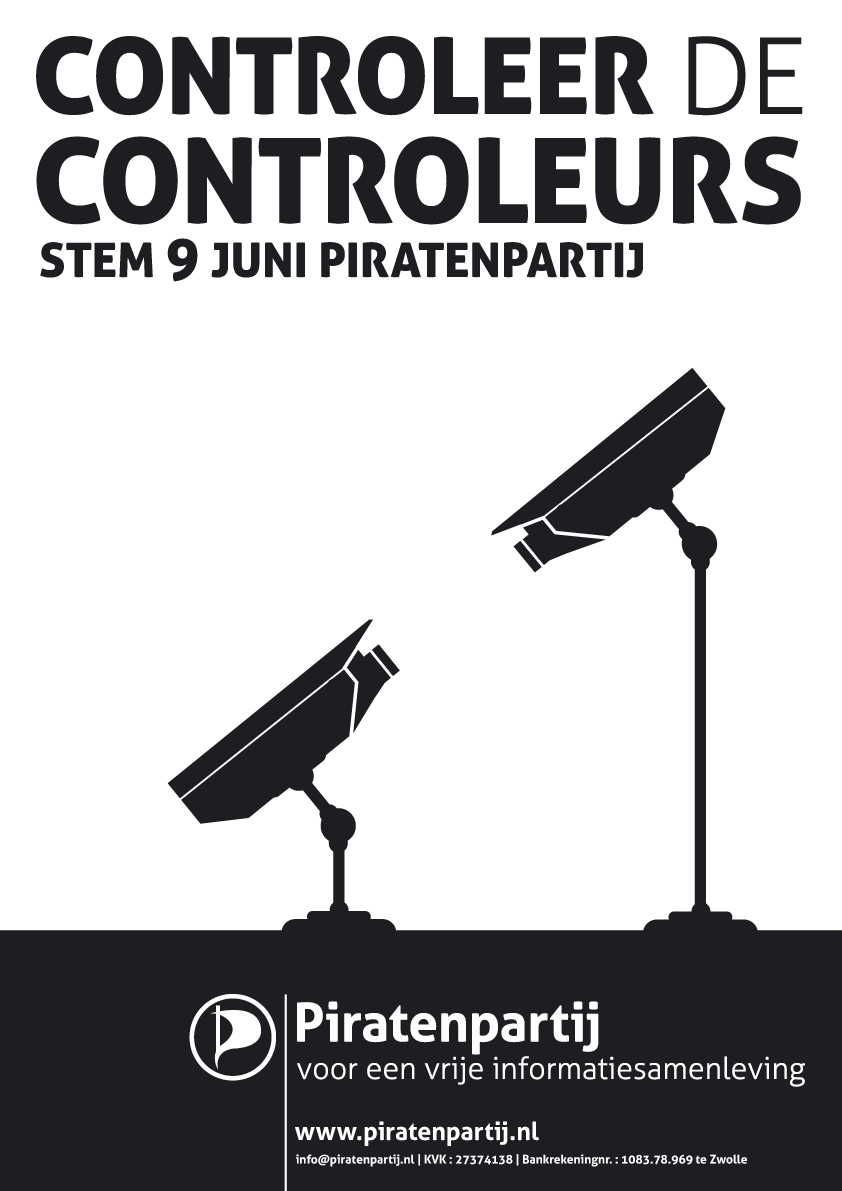
Campagneposter

De kandidatenlijst voor de Tweede Kamerverkiezingen 2010 van de Piratenpartij werd op 12 april 2010 gepresenteerd. Op 19 april werd bekend dat Reinier Bakels, destijds nummer drie op de lijst, zich terugtrok. Hij werd vervangen door Ruud Poutsma.

## De lijst
1. Samir Allioui - 5.310
2. Eva Jobse - 2.204
3. Ruud Poutsma - 350
4. Dirk Poot - 377
5. Arend Lammertink - 188
6. Wesley Schwengle - 338
7. Bas Koopmans - 289
8. Rodger van Doorn - 104
9. Jorrit Tulp - 191
10. Danny Palic - 97
11. Stefan de Konink - 117
12. Arjen Halma - 99
13. Bas Grasmaijer - 364
14. Robbie Hontelé - 443

2010 · 2012 ·
2017 · 2021 · 2023
CDA · PvdA · SP · VVD · PVV · GroenLinks · ChristenUnie · D66 · PvdD · SGP · Nieuw Nederland · TON · MenS · Heel Nederland · Partij één · Lijst 17 · Piratenpartij · Lijst 19 (EPN)